# Wiechert (Mondkrater)
Wiechert ist ein Einschlagkrater auf der Mondrückseite. 
Der Krater liegt in der Südpolregion, der südliche Kraterrand ist ca. 5,3° vom Südpol entfernt, das entspricht ca. 160 km. In westlicher Richtung liegt der Krater Idel'son, in östlicher Richtung trifft man auf Kuhn und Kocher. Der riesige Krater Schrödinger befindet sich im Nordwesten.
Der Kraterrand ist unregelmäßig geformt und stark erodiert, der südwestliche Kraterrand ist von einem kleineren Einschlagkrater überlagert.
Das Alter von Wiechert wird auf 3,7 +1,-2 Ga geschätzt.
Wiechert hat fünf Nebenkrater:
| Buchstabe | Position            | Durchmesser | Link |
| --------- | ------------------- | ----------- | ---- |
| A         | 82,38° S, 168,64° O | 27 km       |      |
| E         | 83,56° S, 176,02° O | 21 km       |      |
| J         | 85,2° S, 177,64° W  | 35 km       |      |
| P         | 85,13° S, 151,76° O | 39 km       |      |
| U         | 83,43° S, 149,04° O | 30 km       |      |

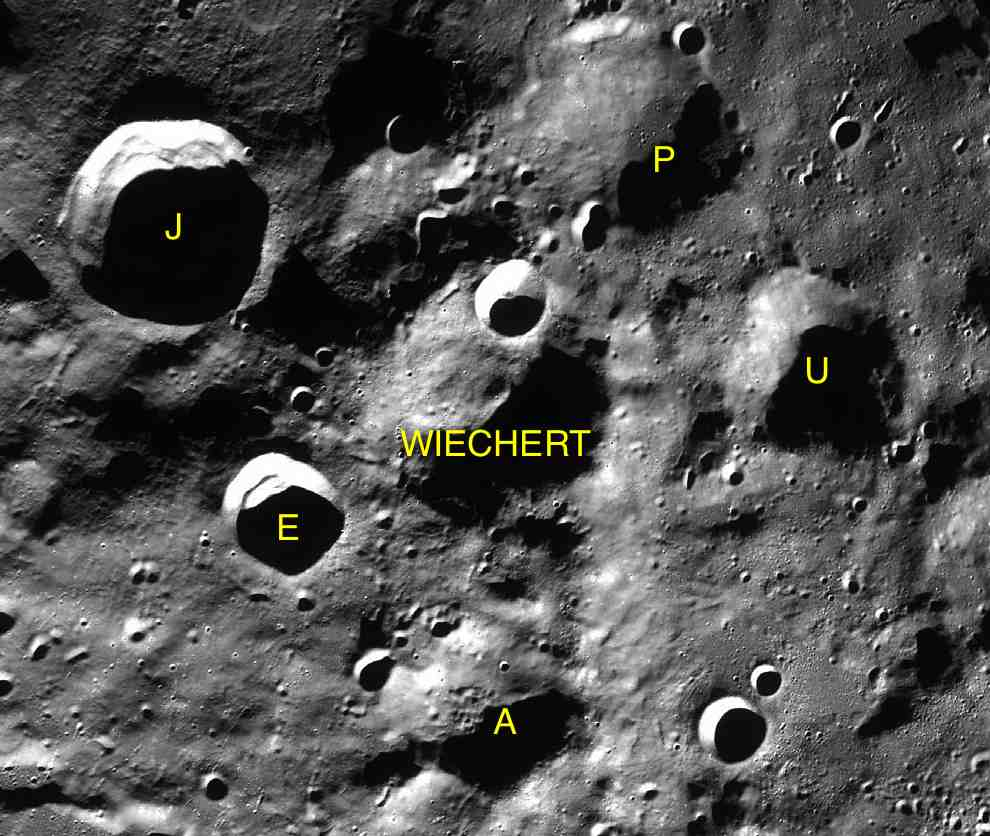
Wiechert mit seinen Nebenkratern (Südrichtung nach oben)

Der Krater wurde 1970 von der IAU offiziell nach dem deutschen Geophysiker Emil Wiechert benannt.